# Stagmomantis venusta
Stagmomantis venusta es una especie de mantis de la familia Mantidae.

## Distribución geográfica
Se encuentra en Costa Rica y Guatemala.